# Arctia illustris
Arctia illustris là một loài bướm đêm thuộc phân họ Arctiinae, họ Erebidae.